# Chiesa del Santissimo Crocifisso (Noto)
La chiesa del Santissimo Crocifisso è la chiesa più grande del Piano Alto e la seconda (per grandezza) di Noto, essa fu progettata da Rosario Gagliardi nei primi decenni del Settecento.
La facciata, incompiuta, si eleva su una breve scalinata, che si presenta lineare come il resto della facciata. Il rosone è stato recentemente ricostruito per sostituire un altro piano del frontone con una piccola finestra costruito nella seconda metà del Novecento.
La cupola è stata costruita nel 1901 circa, ed è stata inaugurata pochi anni dopo come cupola benedettina.
Ai lati dell'ingresso principale si trovavano recentemente dei leoni di origine romana, ora custoditi all'interno della chiesa.
L'interno ha 3 navate, le minori sono decorate da altari marmorei e coperti da cupolette, la testata destra del transetto custodisce una grande opera marmorea recuperata da Noto Antica, la Madonna Bianca di Francesco Laurana. Nella navata sinistra si può trovare invece una grande cappella, quella dei Landolina, finemente decorata con stucchi e affreschi, e colorata con colori come il rosa e il celeste che non si trovano nel resto della chiesa. Questa cappella custodisce un altro oggetto importante, la teca con la santa spina.
Nell'abside si trova la croce in oro eseguita nel 1746 da V. Rotondo, su disegni del Gagliardi, al centro di questa croce si trova una piccola teca che custodisce una pittura su legno raffigurante il Cristo, recuperata a Noto Antica ed attribuita a San Luca.